# Un chic type
Pour plus de détails, voir Fiche technique et Distribution.
Un chic type (En ganske snill mann) est un film norvégien réalisé par Hans Petter Moland, sorti en 2010.

## Synopsis
Ulrik sort de prison après avoir purgé 12 ans pour meurtre et devient mécanicien.

## Fiche technique
- Titre : Un chic type
- Titre original : En ganske snill mann
- Réalisation : Hans Petter Moland
- Scénario : Kim Fupz Aakeson
- Musique : Halfdan E
- Photographie : Philip Øgaard
- Montage : Jens Christian Fodstad
- Production : Finn Gjerdrum et Stein B. Kvae
- Société de production : Paradox Spillefilm
- Société de distribution : Chrysalis Films (France) et Strand Releasing (États-Unis)
- Pays :  Norvège
- Genre : Policier et comédie dramatique
- Durée : 113 minutes
- Dates de sortie : 
  -  Norvège : 19 mars 2010
  -  France : 2 février 2011

## Distribution
- Stellan Skarsgård : Ulrik
- Jorunn Kjellsby : Karen Margrethe
- Bjørn Floberg : Rune Jensen
- Gard B. Eidsvold : Rolf
- Jannike Kruse : Merete
- Bjørn Sundquist : Sven
- Kjersti Holmen : Wenche
- Jon Øigarden : Kristian
- Jan Gunnar Røise : Geir
- Julia Bache-Wiig : Silje

## Distinctions
Le film est présenté en sélection officielle en compétition à la Berlinale 2010 et reçoit le Prix des lecteurs du Berliner Morgenpost.